# Grouvellinus marginatus
Grouvellinus marginatus is een keversoort uit de familie beekkevers (Elmidae). De wetenschappelijke naam van de soort werd in 1934 gepubliceerd door Konô.